# Cupa României 1987-1988
Ediția 1987-1988 a fost a 50-a ediție a Cupei României la fotbal. A fost câștigată de Steaua București, care a învins-o în finală pe Dinamo București cu scorul de 2-1. La scorul de 1-1, în ultimul minut de joc, Steaua a înscris prin Gavril Balint, golul a fost anulat pentru ofsaid, iar ca protest steliștii s-au retras de pe teren. Trofeul i-a fost atribuit lui Dinamo, dar în zilele următoare Federația Română a decis ca scorul meciului să fie 2-1 pentru Steaua care să primească astfel Cupa. După Revoluția din 1989, Steaua i-a returnat trofeul lui Dinamo care a refuzat să îl mai primească. Trofeul a rămas neacordat.
Cu ajutorul mijloacelor tehnice moderne, specialiștii Societății Române de Televiziune au determinat, în emisiunea „Replay” difuzată pe TVR2, că Balint s-a aflat în ofsaid în momentul marcării golului, decizia arbitrului asistent fiind corectă.

## Desfășurare
Toate meciurile de după faza șaisprezecimilor, exceptând finala (care a avut loc în București), s-au jucat pe teren neutru. În șaisprezecimi au participat 32 de echipe, din care făceau parte și cele din Divizia A. Dacă după 90 de minute scorul era egal se jucau două reprize de prelungiri a câte 15 minute. Dacă după prelungiri scorul era tot egal, soarta calificării se decidea la loviturile de departajare.

## Șaisprezecimi
| Data              | Echipă gazdă        |   | Echipă oaspete     | Rezultat   |
| ----------------- | ------------------- | - | ------------------ | ---------- |
| 27 februarie 1988 | FC Baia Mare        | – | Poli Timișoara     | 3:0        |
|                   | Voința București    | – | Steaua București   | 0:3        |
| 28 februarie 1988 | Granitul Babadag    | – | Argeș Pitești      | 1:2        |
|                   | Partizanul Bacău    | – | Scornicești        | 1:2        |
|                   | Gloria Bistrița     | – | Victoria           | 2:3        |
|                   | Dacia Unirea Brăila | – | CSM Suceava        | 5:1        |
|                   | Rapid București     | – | ASA Tîrgu Mureș    | 1:0        |
|                   | Pașcani             | – | Moreni             | 3:2 (pen.) |
|                   | Petrolul Ploiești   | – | Oțelul Galați      | 4:2 (pen.) |
|                   | CSM Reșița          | – | FCM Brașov         | 3:1        |
|                   | Olimpia Satu Mare   | – | Universitatea Cluj | 2:0        |
|                   | Montana Sinaia      | – | Dinamo București   | 1:2        |
|                   | Oțelul Ștei         | – | U Craiova          | 1:2        |
|                   | Pandurii            | – | SC Bacău           | 0:1        |
|                   | Unirea Urziceni     | – | Corvinul           | 1:3        |
| 9 martie 1988     | Carpați Agnita      | – | Sportul Studențesc | 0:1        |

## Optimi
| Data            | Oraș       | Echipă gazdă       |   | Echipă oaspete      | Rezultat   |
| --------------- | ---------- | ------------------ | - | ------------------- | ---------- |
| 10 aprilie 1988 | Baia Mare  | FC Baia Mare       | – | Steaua București    | 1:3        |
| 4 mai 1988      | Alba Iulia | U Craiova          | – | SC Bacău            | 2:1        |
|                 | Brașov     | Pașcani            | – | Scornicești         | 2:1 (d.p.) |
|                 | Buzău      | Dinamo București   | – | Dacia Unirea Brăila | 4:1        |
|                 | Făgăraș    | Corvinul           | – | Petrolul Ploiești   | 2:1 (d.p.) |
|                 | Sibiu      | Sportul Studențesc | – | Olimpia Satu Mare   | 3:2 (d.p.) |
|                 | Târgoviște | Rapid București    | – | Argeș Pitești       | 5:4 (pen.) |
|                 | Târgu Jiu  | Victoria           | – | CSM Reșița          | 2:0        |

## Sferturi
| Data         | Oraș          | Echipă gazdă       |   | Echipă oaspete  | Rezultat |
| ------------ | ------------- | ------------------ | - | --------------- | -------- |
| 5 iunie 1988 | Brașov        | Dinamo București   | – | Corvinul        | 4:2      |
|              | București     | Sportul Studențesc | – | Rapid București | 2:0      |
|              | Ploiești      | Steaua București   | – | U Craiova       | 2:1      |
|              | Râmnicu Sărat | Victoria           | – | Pașcani         | 2:0      |

## Semifinale
| Data          | Oraș      | Echipă gazdă     |   | Echipă oaspete     | Rezultat |
| ------------- | --------- | ---------------- | - | ------------------ | -------- |
| 15 iunie 1988 | București | Dinamo București | – | Victoria           | 4:2      |
|               | București | Steaua București | – | Sportul Studențesc | 3:1      |

## Finala
| 26 iunie 1988 19:00 | Dinamo București     | 1 – 2 | Steaua București                     | Stadionul 23 August, București Spectatori: 45.000 Arbitru: Radu Petrescu (Brașov) |
| 26 iunie 1988 19:00 | Florin Răducioiu 87' |       | Marius Lăcătuș 27' Gavril Balint 90' | Stadionul 23 August, București Spectatori: 45.000 Arbitru: Radu Petrescu (Brașov) |

| DINAMO:        |                      |     |
|                |                      |     |
| P              | 1.Dumitru Moraru     |     |
| F              | 2.Iulian Mihăescu    | 46' |
| F              | 4.Mircea Rednic      |     |
| F              | 6.Ioan Andone        |     |
| F              | 3.Ioan Varga         |     |
| M              | 11.Dănuț Lupu        |     |
| M              | 5.Ionuț Lupescu      |     |
| M              | 10.Dorin Mateuț      |     |
| M              | 8.Costel Orac        | 82' |
| A              | 9.Rodion Cămătaru    |     |
| A              | 7.Claudiu Vaișcovici |     |
| Înlocuiri:     |                      |     |
| F              | 17.Lică Movilă       | 46' |
| A              | 16.Florin Răducioiu  | 82' |
| Antrenor:      |                      |     |
| Mircea Lucescu |                      |     |

| STEAUA:           |                      |     |
|                   |                      |     |
| P                 | 1.Gheorghe Liliac    |     |
| F                 | 2.Ștefan Iovan       |     |
| F                 | 6.Adrian Bumbescu    |     |
| F                 | 4.Miodrag Belodedici |     |
| F                 | 8.Iosif Rotariu      |     |
| M                 | 3.Lucian Bălan       |     |
| M                 | 5.Tudorel Stoica     |     |
| M                 | 11.Gheorghe Popescu  |     |
| M                 | 10.Gheorghe Hagi     |     |
| A                 | 9.Victor Pițurcă     | 52' |
| A                 | 7.Marius Lăcătuș     |     |
| Înlocuiri:        |                      |     |
| A                 | 14.Gavril Balint     | 52' |
| Antrenor:         |                      |     |
| Anghel Iordănescu |                      |     |